# José Manuel Rivas Sacconi
José Manuel Rivas Sacconi, SMOM (Madrid, 11 de febrero de 1917- Roma, 5 de febrero de 1991) fue un abogado, filólogo, educador, escritor, economista, diplomático y político colombo-español de ascendencia italiana, miembro del Partido Conservador Colombiano, representando la facción ospino-pastranista.
Fundador y director entre 1946 y 1982 del Instituto Caro y Cuervo. Fue Ministro de Relaciones Exteriores de Colombia en el gobierno de Gustavo Rojas Pinilla. Fue embajador de Colombia en Italia y luego ante la Santa Sede. Fue miembro de la Academia Colombiana de Historia además fue Secretario de la Academia Colombiana de la Lengua. Recibió la Orden de Boyacá en 1951.

## Biografía
José Manuel Rivas Sacconi nació en Madrid, España, el 11 de febrero de 1917, en el seno de una familia colombo-italiana de la nobleza europea, con parentela colombiana de prestigio en la política y las artes.
Hizo sus estudios secundarios en el Instituto Massimo de Roma, con grado de bachiller en 1935. Allí mismo recibió el título de Licenciado en Letras Clásicas. Además estudió Archivística en el Archivo Secreto del Vaticano. Ingresó a la Pontificia Universidad Javeriana en la que se doctoró en Filosofía y Letras y Derecho y Ciencias Económicas en 1942. Además fue decano de la Facultad de Filosofía y Letras de la Universidad Nacional de Bogotá.

### Instituto Caro y Cuervo
Fundó en compañía del sacerdote Félix Restrepo el Instituto Caro y Cuervo, que fue creado por la ley 5 del 25 de agosto de 1942, con el apoyo del presidente Alfonso López Pumarejo y el ministro de educación Germán Arciniegas. El centro cultural, fundado inicialmente como Ateneo Nacional de Altos Estudios, fue nombrado de esta manera en honor a los literatos conservadores del siglo XIX, Miguel Antonio Caro (también expresidente de Colombia) y Rufino José Cuervo.
Rivas fue director del instituto desde 1948 hasta 1978, cuando el presidente Julio César Turbay lo envió en misión diplomática para asumir la embajada de Colombia en Roma (dada su ascendencia italiana) y regresó de Italia a ejercer nuevamente el cargo entre 1979 hasta 1982.

### Canciller de Colombia (1956-1957)
El 20 de septiembre de 1956 fue llamado por el general Gustavo Rojas Pinilla, como ficha del expresidente Mariano Ospina Pérez, para ser canciller de Colombia (ministro de relaciones exteriores), reemplazando a Evaristo Sourdis, quien estuvo a cargo de la diplomacia colombiana desde inicios de la dictadura, pero quien renunció junto con los demás miembros del gabinete de la época en protesta por el endurecimiento de las posturas del general.
Rivas permaneció junto al gobierno militar hasta la caída del régimen el 10 de mayo de 1957.

### Toma de la embajada dominicana (1980)
Rivas Sacconi fue uno de los negociadores que estuvo al frente de la recuperación de la Embajada de la República Dominicana en Bogotá, a comienzos de 1980, cuando un grupo de insurgentes de la guerrilla urbana del Movimiento 19 de abril (M-19) se tomó esa sede diplomática en febrero de 1980, secuestrando en su interior a varios diplomáticos incluso al nuncio apostólico en Colombia.
Rivas, junto con el empresario judío Víctor Sasson Tawil, fueron los encargados de conseguir un millón de dólares con el que supuestamente el gobierno de Julio César Turbay logró la salida de los diplomáticos secuestrados en la embajada dominicana, rumbo a Cuba. El gobierno siempre negó el pago del dinero, pero se afirma que si se realizó, y que el dinero que Rivas y Sasson entregaron al M-19 provenía del gobierno israelí.

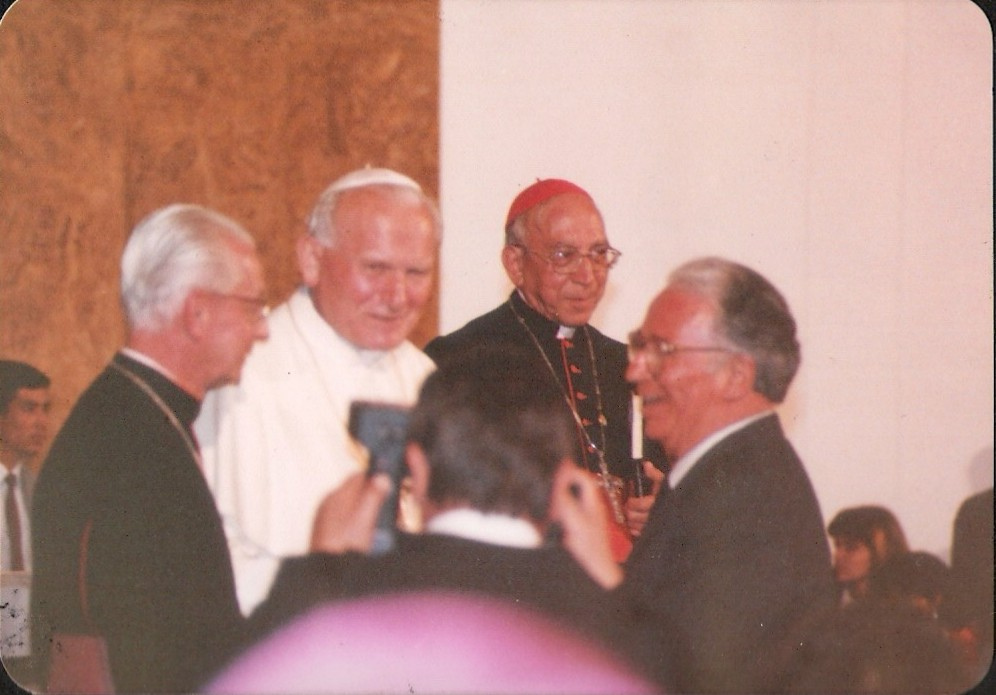
Juan Pablo II y Betancur en 1986.

### Embajador ante el Vaticano (1982-1984)
En 1982 fue enviado a Roma para asumir la embajada ante el Vaticano por el gobierno de Belisario Betancur, presentando credenciales ante el Papa Juan Pablo II, quien empezó a gestionar la visita del romano pontífice a Colombia, misma que se materializó en 1986, dos años después de que Rivas regresara a Colombia.

## Familia

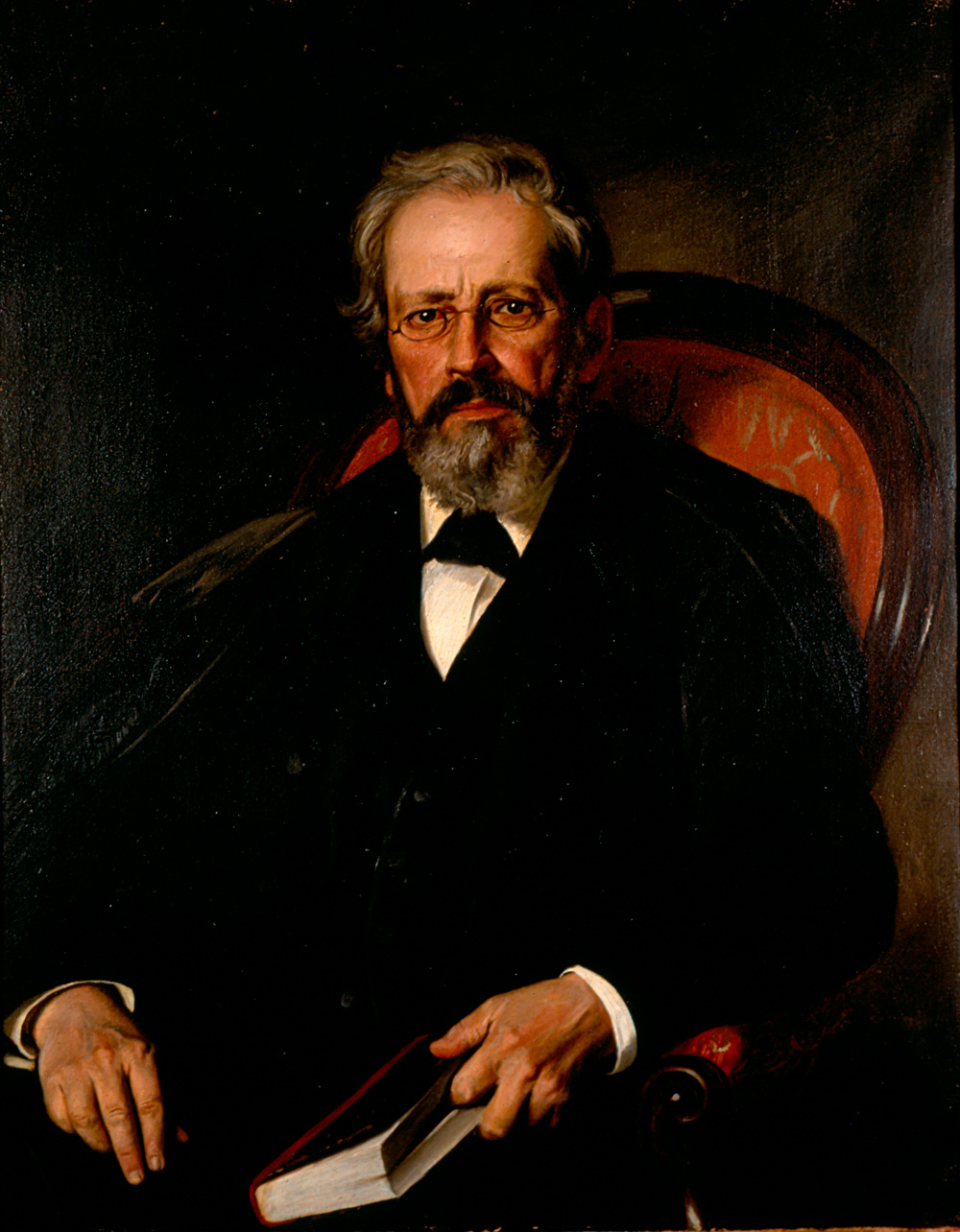
Su bisabuelo, José Manuel Groot.

José Manuel Rivas era el único hijo del colombiano José María Rivas Groot y de la noble italiana Francesca Sacconi, condesa. Su padre era un destacado político, diplomático y escritor miembro del Partido Conservador, quien era hijo del también escritor y político colombiano Medardo Rivas Mejía.
Rivas era yerno del ilustrado y educador colombiano José Manuel Groot, quien a su vez era sobrino del expresidente Pedro Groot e hijo del político Primo Groot. Los hermanos Groot fueron activos participantes de la causa independentista, y tenían ascendencia neerlandesa por su padre, el exalcalde de Bogotá, José Groot de Vargas.
Por su parte, su madre estaba emparentada con el arquitecto y noble italiano Giusseppe Sacconi, quien era sobrino del sacerdote católico Carlo Saconni.

## Obras
- Obras completas de José Manuel Rivas Sacconi.[21]
- El latín en Colombia: bosquejo histórico del humanismo colombiano (1949).[22]

## Homenajes
La Biblioteca José Manuel Rivas Sacconi en Bogotá.